# Copestylum
Copestylum is een vliegengeslacht uit de familie van de zweefvliegen (Syrphidae).

## Soorten
- C. caudatum Curran, 1927
- C. fornax (Townsend, 1895)
- C. lentum Williston, 1887
- C. limbipennis Williston, 1887
- C. marginata (Say, 1829)
- C. melleum (Jaennicke, 1867)
- C. simile Giglio-Tos, 1892
- C. vittatum Thompson, 1976